# Gianluca Mancini
Gianluca Mancini (17. duben 1996 Pontedera, Itálie) je italský fotbalista, který hraje na pozici obránce za italský Řím a za italskou reprezentaci.

## Přestupy
- z Perugia do Atalanta za 1 900 000 Euro
- z Atalanta do Řím za 2 000 000 Euro (hostování)
- z Atalanta do Řím za 21 000 000 Euro

## Statistika

### Klubová
| Sezóna             | Klub               | Liga               | Liga   | Liga | Domácí poháry | Domácí poháry | Domácí poháry | Kontinentální poháry | Kontinentální poháry | Kontinentální poháry | Celkem | Celkem |
| Sezóna             | Klub               | Soutěž             | Zápasy | Góly | Soutěž        | Zápasy        | Góly          | Soutěž               | Zápasy               | Góly                 | Zápasy | Góly   |
| ------------------ | ------------------ | ------------------ | ------ | ---- | ------------- | ------------- | ------------- | -------------------- | -------------------- | -------------------- | ------ | ------ |
| 2015/16            | Perugia            | Serie B            | 12     | 0    | IP            | 2             | 0             | -                    | 0                    | 0                    | 14     | 0      |
| 2016/17            | Perugia            | Serie B            | 13+2   | 1    | IP            | 1             | 0             | -                    | 0                    | 0                    | 16     | 1      |
| Celkem za Perugii  | Celkem za Perugii  | Celkem za Perugii  | 27     | 1    | -             | 3             | 0             | -                    | 0                    | 0                    | 30     | 1      |
| 2017/18            | Atalanta           | Serie A            | 11     | 1    | IP            | 2             | 0             | EL                   | 0                    | 0                    | 13     | 1      |
| 2018/19            | Atalanta           | Serie A            | 30     | 5    | IP            | 2             | 0             | EL                   | 3                    | 0                    | 35     | 6      |
| Celkem za Atalantu | Celkem za Atalantu | Celkem za Atalantu | 41     | 6    | -             | 4             | 0             | -                    | 3                    | 1                    | 48     | 7      |
| 2019/20            | Řím                | Serie A            | 32     | 1    | IP            | 2             | 0             | EL                   | 7                    | 0                    | 41     | 1      |
| 2020/21            | Řím                | Serie A            | 33     | 4    | IP            | 1             | 0             | EL                   | 7                    | 1                    | 41     | 5      |
| 2021/22            | Řím                | Serie A            | 33     | 0    | IP            | 1             | 0             | EKL                  | 12                   | 1                    | 46     | 1      |
| 2022/23            | Řím                | Serie A            | 35     | 1    | IP            | 2             | 0             | EL                   | 14                   | 0                    | 51     | 1      |
| 2023/24            | Řím                | Serie A            | 36     | 4    | IP            | 1             | 0             | EL                   | 12                   | 3                    | 49     | 7      |
| 2024/25            | Řím                | Serie A            | ?      | ?    | IP            | ?             | ?             | EL                   | ?                    | ?                    | ?      | ?      |
| Celkem za Řím      | Celkem za Řím      | Celkem za Řím      | 169    | 10   | -             | 7             | 0             | -                    | 52                   | 5                    | 228    | 15     |
| Celkově            | Celkově            | Celkově            | 237    | 17   | -             | 14            | 0             | -                    | 55                   | 6                    | 306    | 23     |

### Reprezentační

#### Statistika na velkých turnajích
| Reprezentace | Rok     | Zápasy       | Zápasy | Zápasy    | Zápasy           | Zápasy           | Zápasy   |
| Reprezentace | Rok     | Fáze turnaje | Datum  | Soupeř    | Odehraných minut | Vstřelené branky | Výsledek |
| ------------ | ------- | ------------ | ------ | --------- | ---------------- | ---------------- | -------- |
| Itálie       | ME 2024 | Osmifinále   | 29. 6. | Švýcarsko | 90               | 0                | 0:2      |

## Úspěchy

### Klubové

#### Kontinentální
- vítěz Evropské konferenční ligy UEFA (1x)

Řím: EKL 2021/22

### Reprezentační
- 1× na ME (2024)
- 1× na ME 21 (2019)

### Individuální
- 2x All Stars tým Evropské ligy UEFA (2020/21, 2023/24)